# Tripanurga triloris
Tripanurga triloris är en tvåvingeart som beskrevs av Henry J. Reinhard 1963. Tripanurga triloris ingår i släktet Tripanurga och familjen köttflugor. Inga underarter finns listade i Catalogue of Life.